# Стародавні Афіни
37°58′20″ пн. ш. 23°43′20″ сх. д. / 37.972222222222° пн. ш. 23.722222222222° сх. д.

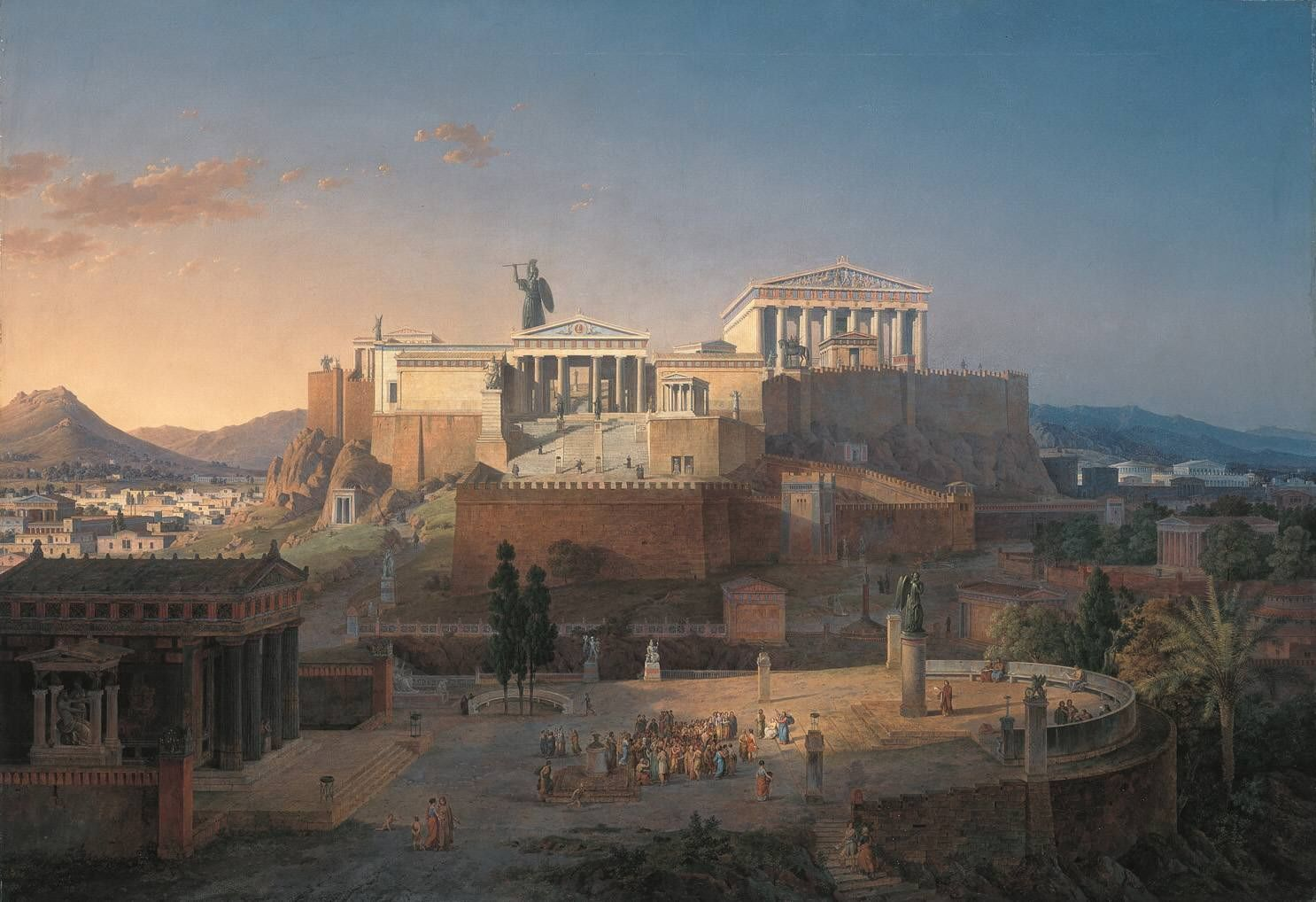
Афінський акрополь, реконструкція Лео фон Кленце, 1846

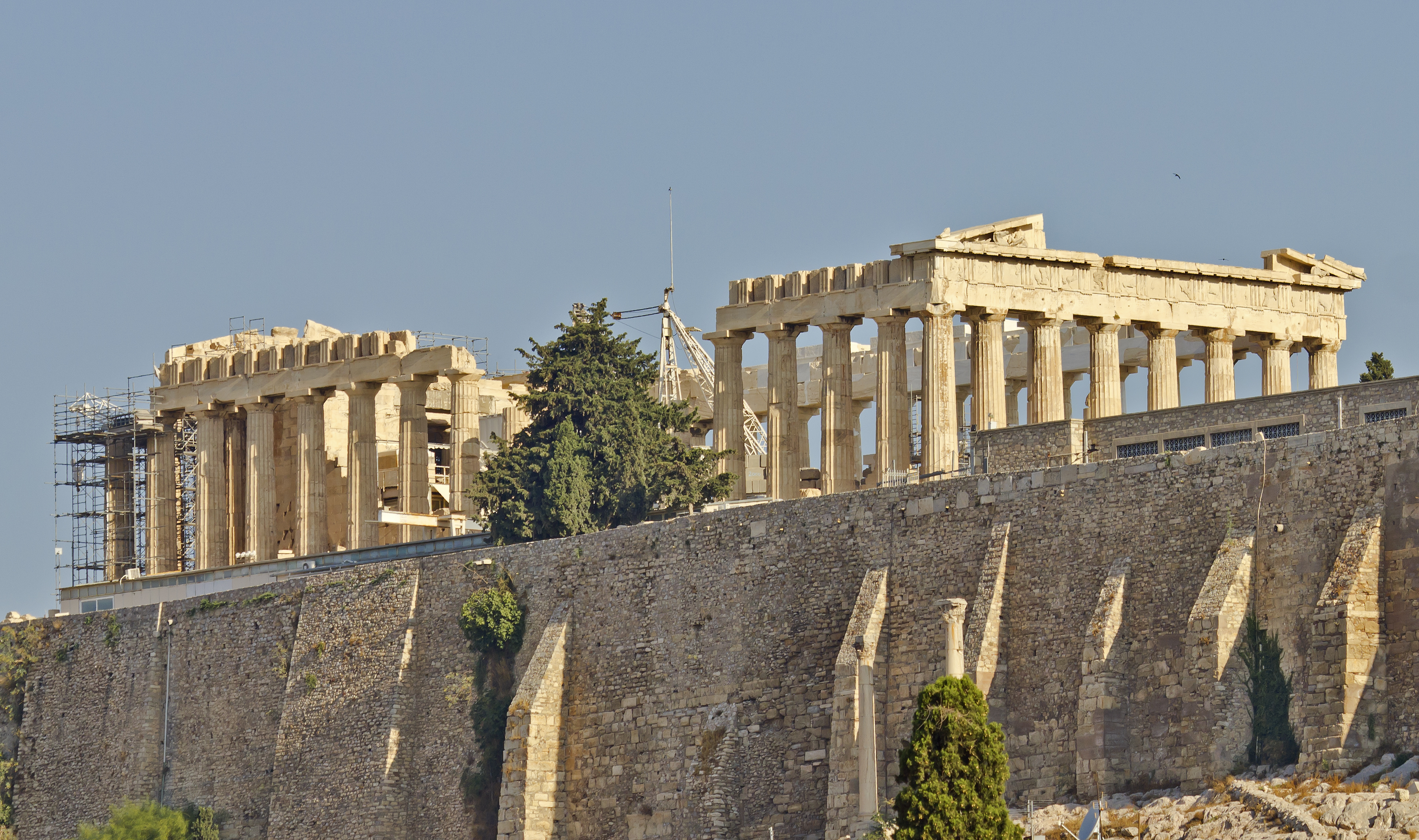
Парфенон — головне святилище міста, присвячене богині Афіні Парфенос, шедевр золотої доби Перикла

Старода́вні Афі́ни або Старода́вні Ате́ни (дав.-гр. Ἀθῆναι, трансліт. Athênai, [a.ˈθi.ne̞]; грец. Αθήναι, трансліт. Athine грецька вимова: [a.ˈθi.ne̞], або, частіше в однині грец. Αθήνα, трансліт. Athina грецька вимова: [a.'θi.na]) — місто-держава в Аттиці, яке з 5 століття до н. е. відігравало поряд зі Спартою провідну роль в історії Стародавньої Греції. В Стародавніх Атенах сформувалася демократія, набули класичних форм філософія та мистецтво театру.
Археологічне вивчення Афін почалося в 1830-х, проте розкопки набули систематичного характеру тільки з утворенням в Афінах у 1870-1880-ті французької, німецької та британської археологічних шкіл. Збережені донині літературні джерела та археологічний матеріал допомагають відтворити історію афінського поліса. Основним літературним джерелом з історії Афін періоду формування держави — «Афінська політія» Аристотеля (4 столiття до н. е.).

## Становлення Афінської держави

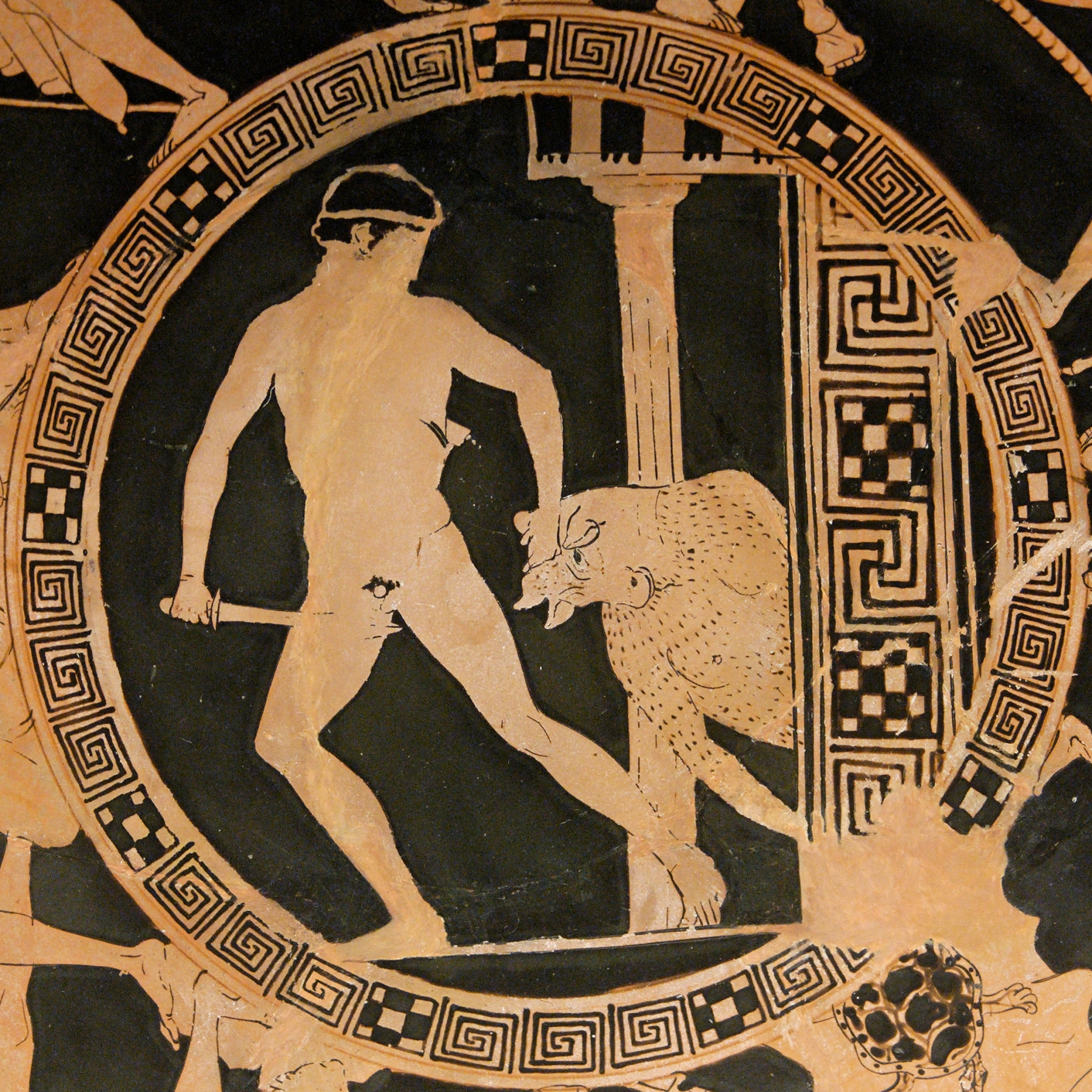
Боротьба Тесея із мінотавром, червонофігурний кілікс із Вульчі

За афінською традицією, поліс виник внаслідок так званого сінойкізму — об'єднання відособлених родових громад Аттики навколо Афінського акрополя (де ще в мікенську епоху існувало укріплене поселення і «палац» у 16 — 13 століттях до н. е.). Проведення сінойкізму давньогрецький переказ приписує напівміфічному царю Тесею, синові Егея (за традицією, близько 13 століття до н. е., в дійсності ж процес сінойкізму протікав впродовж кількох століть з початку 1-го тисячоліття до н. е.). Тесеєві приписується введення найдавнішого ладу афінської громади, поділ її населення на евпатридів, геоморів і деміургів. Поступово в руках родової аристократії (тобто евпатридів) зосереджувалися великі земельні наділи, в залежність від неї потрапляла велика частина вільного населення (дрібних земельних власників); росла боргова кабала. Неспроможні боржники відповідали перед кредиторами не тільки своїм майном, але й особистою свободою і свободою членів своєї родини. Боргова кабала служила одним із джерел рабства, яке набувало вже значного розвитку. Поряд з рабами і вільними в Афінах існував проміжний шар — так звані метеки — особисто вільні, але позбавлені політичних і деяких економічних прав. Зберігався й старий поділ демосу на філи, фратрії та роди. Управлялися Афіни дев'ятьма архонтами, які щорічно обирались з-поміж аристократів, ареопагом — радою старійшин, яка поповнювалася архонтами, що вже відбули термін повноважень.

## Перші реформи. Доба Солона
Із зростанням майнової нерівності заглиблювалися соціально-економічні протиріччя і загострювалася боротьба між родовою аристократією і демосом, які добивалися зрівняння в правах, переділу землі, анулювання боргів та скасування боргової кабали. У середині 7 століття до н. е. аристократ Кілон здійснив невдалу спробу оволодіти владою. Близько 621 до н. е. за архонта Драконта були вперше записані законодавчі звичаї, які дещо обмежили свавілля суддів-аристократів. У 594—593 до н. е. під тиском демосу Солоном проведені реформи: вони суттєво змінили весь лад соціально-політичного життя Афін, в результаті чого знищена боргова кабала, надалі заборонено продаж громадян за борги в рабство, анульовані поземельні борги (які тяжіли над дрібними землеробами), встановлена свобода заповіту, що сприяло розвитку приватної власності; заснований новий державний орган — Рада чотирьохсот, здійснено низку заходів, що заохочували ремесло і торгівлю. Солону приписується також поділ усіх громадян за майновим цензом на 4 розряди, приналежність до яких стала тепер визначати їх права та обов'язки перед державою. Також Солон реформував аттичний календар, увівши систему октаетерид. Однак соціально-політична боротьба не припинилася. Реформами були незадоволені як селяни, які не досягли переділу землі, так і родова знать, що втратила колишнє привілейоване становище.

## Афінська демократія

### Доба Пісістрата та Клісфена
Близько 560 до н. е. в Афінах відбувся політичний переворот: встановилася тиранія Пісістрата, який здійснював політику в інтересах селянства і торгово-ремісничих верств демосу проти родової знаті. При ньому Афіни домоглися великих зовнішньополітичних успіхів: поширили свій вплив на низку островів Егейського моря, зміцнилися на обох берегах Геллеспонту. Афіни розрослися, прикрасилися новими будівлями і статуями. В місті споруджено водопровід. За правління Пісістрата та його синів запрошувалися до двору найкращі поети. Після смерті Пісістрата 527 до н. е. влада перейшла до його синів Гіппія і Гіппарха, але як і в усій Греції, тиранія в Афінах виявилася короткочасною: Гіппарх вбитий змовниками, а Гіппій повалений 510 до н. е. Спроба родової знаті захопити владу викликала у 508 до н. е. повстання демосу, очолене Клісфеном. Здобута перемога була закріплена реформами: колишні 4 родові філи замінені 10 новими, побудованими за територіальною ознакою. Створені нові органи управління: Рада п'ятисот і колегія 10 стратегів. У результаті реформ Клісфена знищені останні пережитки родового ладу, завершився процес становлення держави як апарату панування класу рабовласників.

### Греко-перські війни
У греко-перських війнах (500 — 449 до н. е.) Афінам належала провідна роль. Вони одні з небагатьох грецьких полісів підтримали повстання іонійських міст, здобули блискучу перемогу над персами під Марафоном (490 до н. е.) (див. Марафонська битва), одні з перших вступили в оборонний союз грецьких держав. Битва при Саламіні (480 до н. е.), яка стала переломним моментом в ході війни, відбулася саме з ініціативи афінян і, перш за все, завдяки їм та їхньому стратегові Фемістоклу завершилася повним розгромом флоту персів. Не менш значною була роль Афін 479 до н. е. у битві при Платеях і при мисі Мікале. У наступні роки Афіни, що очолили Делоський союз (незабаром фактично перетворився на Афінську морську державу — Афінську архе), цілком взяли керівництво військовими діями в свої руки
В цей час Афіни вступили в період найбільшого піднесення. Пірей (гавань Афін) став місцем схрещення торгових шляхів багатьох країн стародавнього світу. На базі розвинутого ремесла, торгівлі та мореплавства, в обстановці гострої боротьби між олігархічним (очоленим Арістідом, потім Кімоном) і демократичним (очоленим Фемістоклом, пізніше Ефіальтом і Периклом) угрупованнями в Афінах утвердився найпрогресивніший для того часу державний лад античної рабовласницької демократії — Афінської демократії, що досягла найвищого розквіту у добу правління Перикла (стратег в 444/443 — 429 роки до н. е.). Верховна влада перейшла до Народних зборів, всі інші органи їм підпорядковувалися, судочинство здійснювалося в суді присяжних — геліеї — які обиралися з громадян за жеребом. За виконання державних обов'язків після обрання встановлювалася винагорода з державної скарбниці, що відкривала реальну можливість політичної діяльності і перед малозабезпеченими громадянами. Був встановлений також теорікон — видача грошей громадянам на відвідини театру. Збільшені видатки на все це покривалися за рахунок податку — форосу, який повинні були регулярно виплачувати союзні міста, що входили до архе.

## Афінська гегемонія
На другу половину 5 століття до н. е. припадає період найбільшого культурного розквіту Афін — так зване, золоте століття Перікла. В Афінах жили і творили видатні вчені, художники і поети, зокрема історик Геродот, філософ Анаксагор, скульптор Фідій, поети Есхіл, Софокл, Евріпід, комедіограф Аристофан. Політичному і судовому красномовству афінян наслідували оратори всіх грецьких міст. Мова афінських письменників — аттичний діалект — отримав повсюдне поширення, став літературною мовою всіх еллінів. В Афінах велося величезне будівництво: за системою Гіпподама Пірей перебудований і з'єднаний, так званими, довгими мурами з міськими укріпленнями в єдине ціле оборонне укріплення, було завершено будівництво основних споруд, що склали ансамбль Афінського акрополя — шедевра світової архітектури. Храм Парфенон (побудований в 447—438 до н. е. архітекторами Іктіном і Каллікратом), статуї роботи Фідія та інші твори афінського образотворчого мистецтва 5 століття служили зразками для багатьох поколінь художників наступних століть.

## Пелопоннеська війна. Під владою Македонії

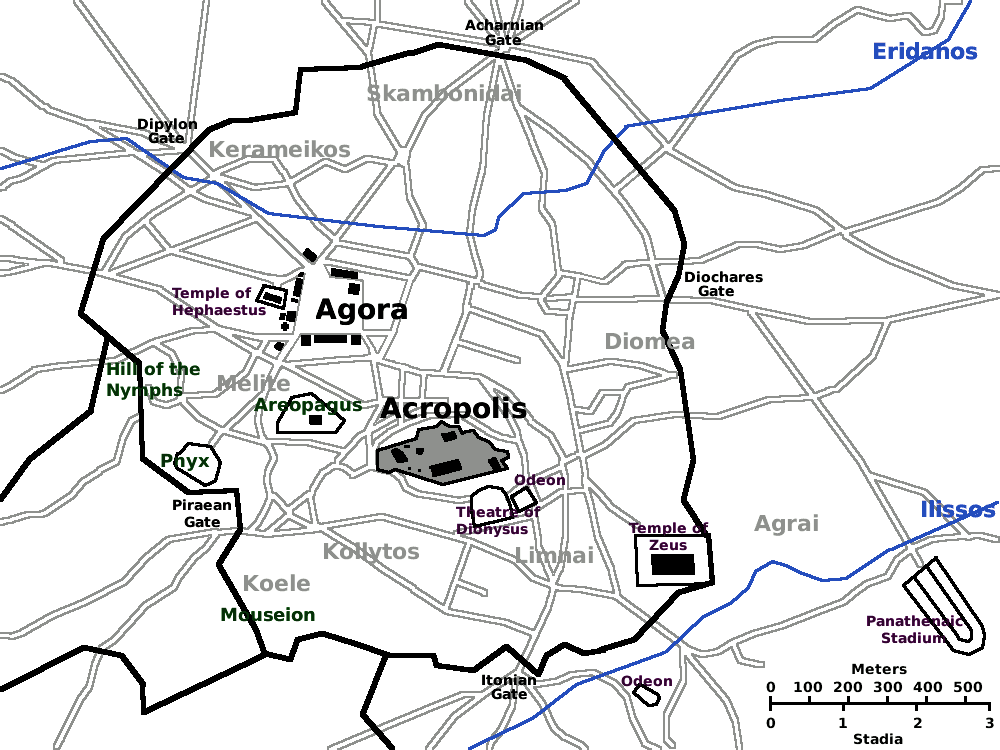
План Афін в добу найвищого розквіту — близько 430 до н. е., напередодні Пелопоннеської війни

Проте «золотий вік» тривав порівняно недовго. Благополуччя афінських громадян базувалося не лише на експлуатації рабів, а й на експлуатації населення союзних міст, що породжували постійні конфлікти всередині Афінської архе. Конфлікти ці зростали у зв'язку з нестримним прагненням Афін до розширення сфери свого політичного та економічного панування, що призвело до сутичок з іншими угрупованнями грецьких полісів, в яких перевагу мали олігархічні порядки — Пелопоннеським союзом, очолюваним Спартою. У кінцевому підсумку протиріччя між цими угрупованнями призвели до згубної для всієї Греції Пелопоннеської війни (431—404 до н. е.) — найбільшої війни в історії Стародавньої Греції. Зазнавши в ній поразки, Афіни вже назавжди втратили своє провідне становище в Греції. У першій половині 4 століття до н. е. Афінам часом вдавалося покращувати своє становище і навіть досягати успіхів. Так, у ході Коринфської війни 395 — 387 до н. е. Афінам, значною мірою на перські субсидії, вдалося відродити свій флот і відновити укріплення навколо міста (зриті за умовами капітуляції 404 до н. е.). У 378—377 роках до н. е. відродився, щоправда, у звуженому вигляді, Афінський морський союз, який проіснував недовго. Після поразки в битві при Херонії в 338 до н. е. в складі антимакедонської коаліції, очолюваної афінським політичним діячем Демосфеном, Афіни, як і решта грецьких полісів, повинні були підкоритися гегемонії Македонії.

## Елліністична доба
В добу еллінізму, коли Греція стала ареною боротьби між великими елліністичними державами, положення Афін неодноразово змінювалося. Були короткочасні періоди, коли їм вдавалося домогтися відносної незалежності, в інших випадках в Афіни вводилися македонські гарнізони. У 146 до н. е., розділивши участь всій Греції, Афіни підпали під владу Риму; перебуваючи на становищі міста-союзника (civitas foederata), вони користувалися лише фіктивною свободою.
У 88 до н. е. Афіни долучилися до антиримського руху, піднятого понтійським царем Мітрідатом VI Евпатором. У 86 до н. е. військо Корнелія Сулли взяло місто штурмом і пограбувало його. З поваги до могутнього минулого Афін Сулла зберіг їм фіктивну свободу.
У 27 до н. е. після утворення римської провінції Ахая, Афіни увійшли до її складу.
З 3 століття н. е., коли Балканська Греція почала зазнавати вторгненням варварів, Афіни прийшли в цілковитий занепад.

## Планування та архітектура

### Пагорби

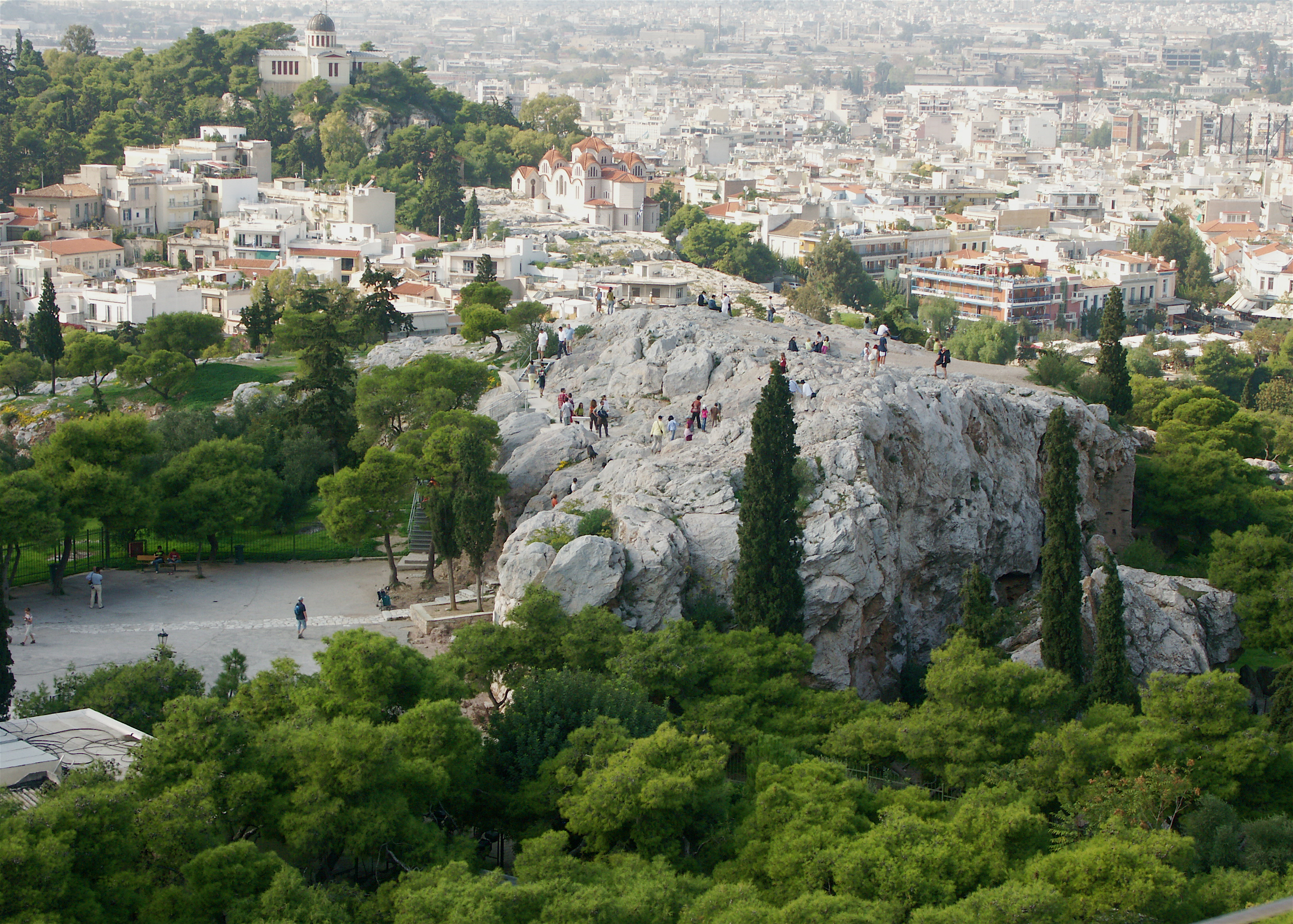
Пагорб Ареопаг, сучасні Афіни

- Ареопаг, тобто пагорб Ареса — на захід від Акрополя, дав своє ім'я вищій судовій і урядовій контролюючій раді Стародавніх Афін, яка проводила свої засідання на схилі пагорбу, де стала доступна на південну сторону, сходи вирізані з каменю.
- Німфейон, тобто пагорб німф — на південний захід від Ареопага.
- Пнікс — напівкруглий пагорб на південний захід від Ареопагу. Тут первісно відбувались збори еклесії, які пізніше перенесли до театру Діоніса.
- Мусейон, тобто Пагорб Мусея або Муз, нині відомий як Пагорб Філопаппу — на південь від Пнікса та Ареопага.
- Пагорб Акрополіс.

### Акрополь

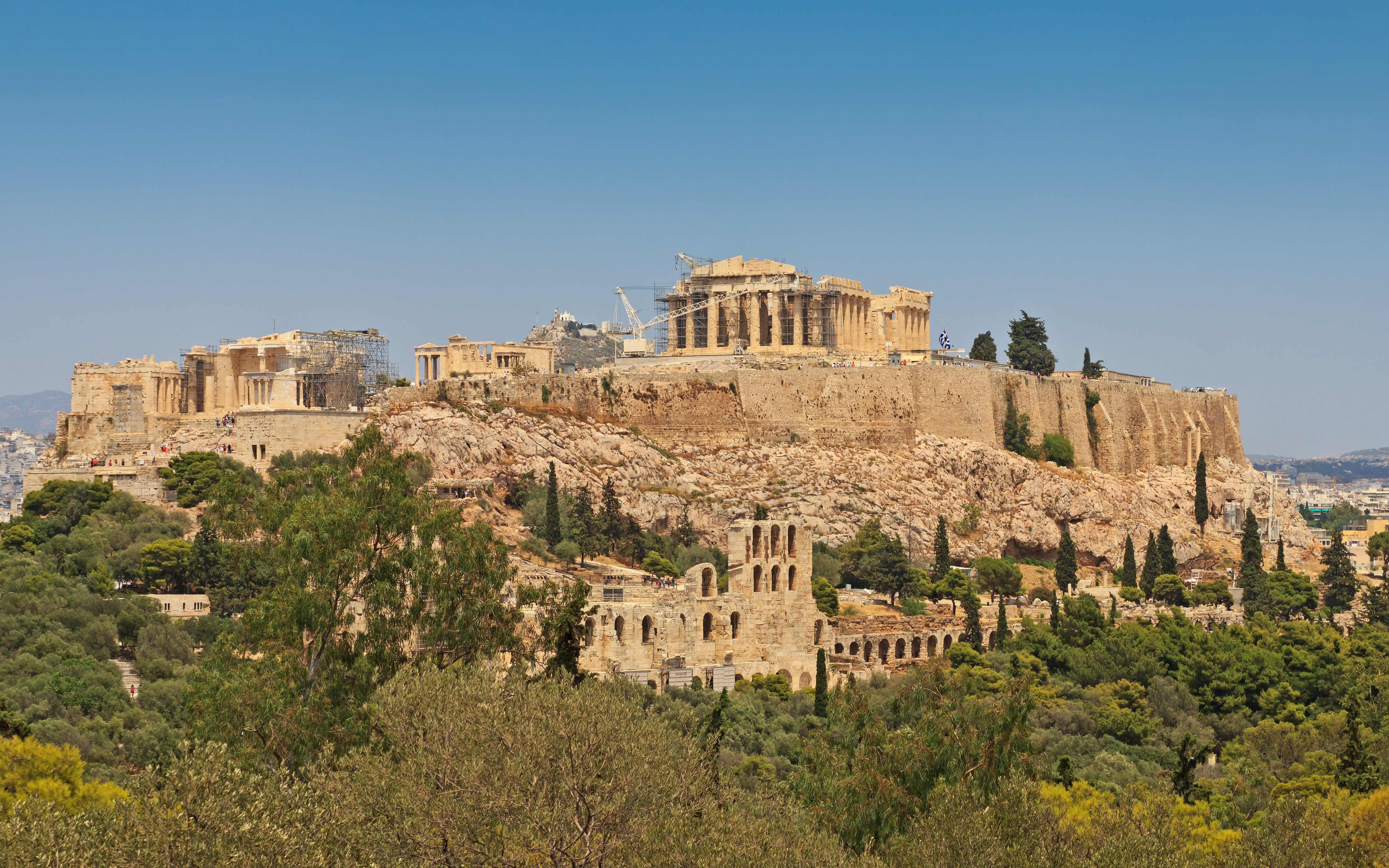
Афінський акрополь

Первісно місто займало тільки верхню площу крутого, доступного тільки із заходу пагорба Акрополіса, що служив одночасно фортецею, політичним і релігійним центром, ядром всього міста. За переказами, пеласги зрівняли вершину пагорба, оточили її стінами і побудували на західній стороні зовнішнє укріплення з 9 брамами, розташованими одна за одною. Всередині замку жили стародавні царі Аттики зі своєю дружиною. Тут височів найдавніший храм, присвячений Афіні Палладі, разом з якою також шанувалися Посейдон та Ерехтей (відтак присвячений йому храм називався Ерехтейоном).
Золота доба Перикла була «золотою» добою й для Афінського акрополя. Перш за все, Перикл доручив архітектору Іктіну на місці старого зруйнованого персами Гекатомпедонта (Храм Афіни Цнотливої) побудувати новий, пишніший Храм Афіни Діви — Парфенон. Пишність його посилювалася завдяки численним статуям, якими під керівництвом Фідія був прикрашений храм, як зовні, так і всередині. Негайно після закінчення Парфенона (див. це сл.), Що служив скарбницею богів і для святкування Панафіней, в 438 до н. е. Перикл доручив архітектору Мнесіклу спорудження нових прекрасних воріт при вході на акрополь — Пропілей (437—432 до н. е.). Сходи з мармурових плит, звиваючись, вели по західному схилу пагорба до портика, який складався із 6 доричних колон, проміжки між якими симетрично зменшувались з обох сторін.

### Агора

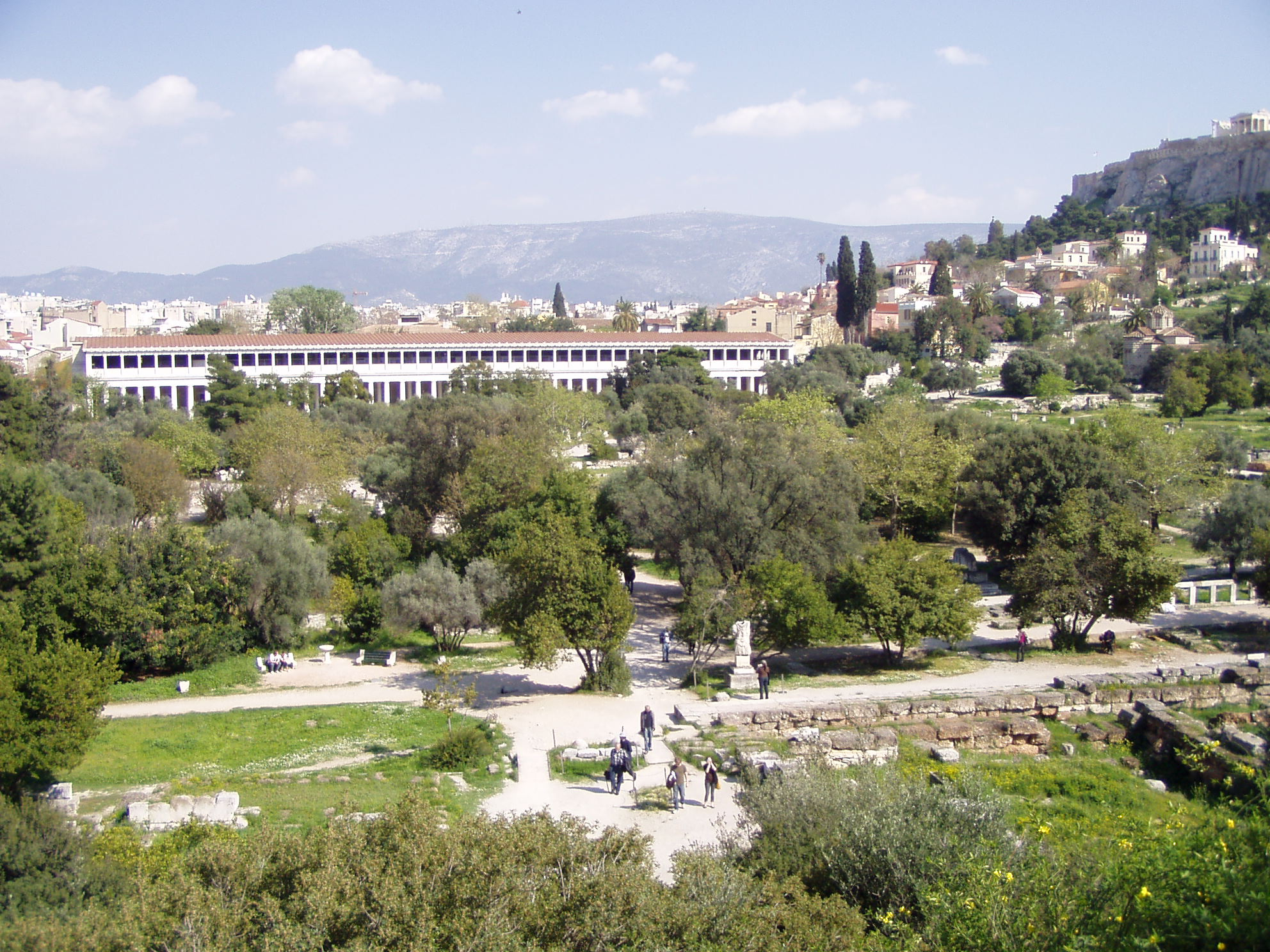
Афінська агора

Частина населення, підвладного власникам фортеці (акрополя), з часом оселилася біля підошви пагорба, головним чином на південній та південно-східній його стороні. Саме тут знаходилися найдавніші святилища міста, зокрема присвячені Олімпійському Зевсу, Аполлону, Діонісу. Потім почалися поселення по схилах, що тягнуться на захід від Акрополя. Нижнє місто розширилося ще більше, коли внаслідок об'єднання різних частин, на які в найдавніші часи поділялася Аттика, в одне політичне ціле (переказ приписує це Тесею), Афіни стали столицею об'єднаної держави. Поступово впродовж наступних століть місто заселялося також і з північної сторони Акрополя. Тут переважно селилися ремісники, а саме члени шановного і численного в Афінах класу гончарів, відтак значний квартал міста на схід від Акрополя отримав назву Керамікос (тобто квартал гончарів).
Нарешті у добу Пісістрата і його синів споруджений вівтар 12 богів у південній частині нової Агори (ринку), що розташовувалась біля північно-західної підошви Акрополя. Причому від Агори вимірювалися відстані всіх місцевостей, з'єднаних дорогами з містом. Пісістрат також розпочав будівництво у нижньому місті колосального Храму Зевса Олімпійського, на схід від Акрополя, а на найвищій точці пагорба Акрополіса — Храму Афіни Цнотливої (Гекатомпедонт).

### Брами
Серед основних в'їзних афінських брам були:
- на заході: Дипілонська брама, яка вела із центру району Керамікос до Академії. Брама вважалась священною, оскільки з неї розпочинався священний Елефсинський шлях. Брама лицаря імовірно знаходилась між Пагорбом німф та Пніксом. Пірейська брама між Пніксом та Мусейоном вела до проїжджої дороги між довгими мурами, які в свою чергу вели до Пірея. Мілетська брама названа так, оскільки вела до дему Мілет в межах Афін (не плутати із полісом Мілет).
- на півдні: Брама мерців знаходилась поблизу пагорбу Мусейон. З Ітонійської брами на березі річки Іліссос розпочиналась дорога на Фалірон.
- на сході: Брама Діохара вела до Лікея. Діомейська брама отримала таку назву, оскільки вела до дему Діомея, а також пагорбу Кіносарг.
- на півночі: Акарнійська брама вела до дему Акарнея.

### Райони

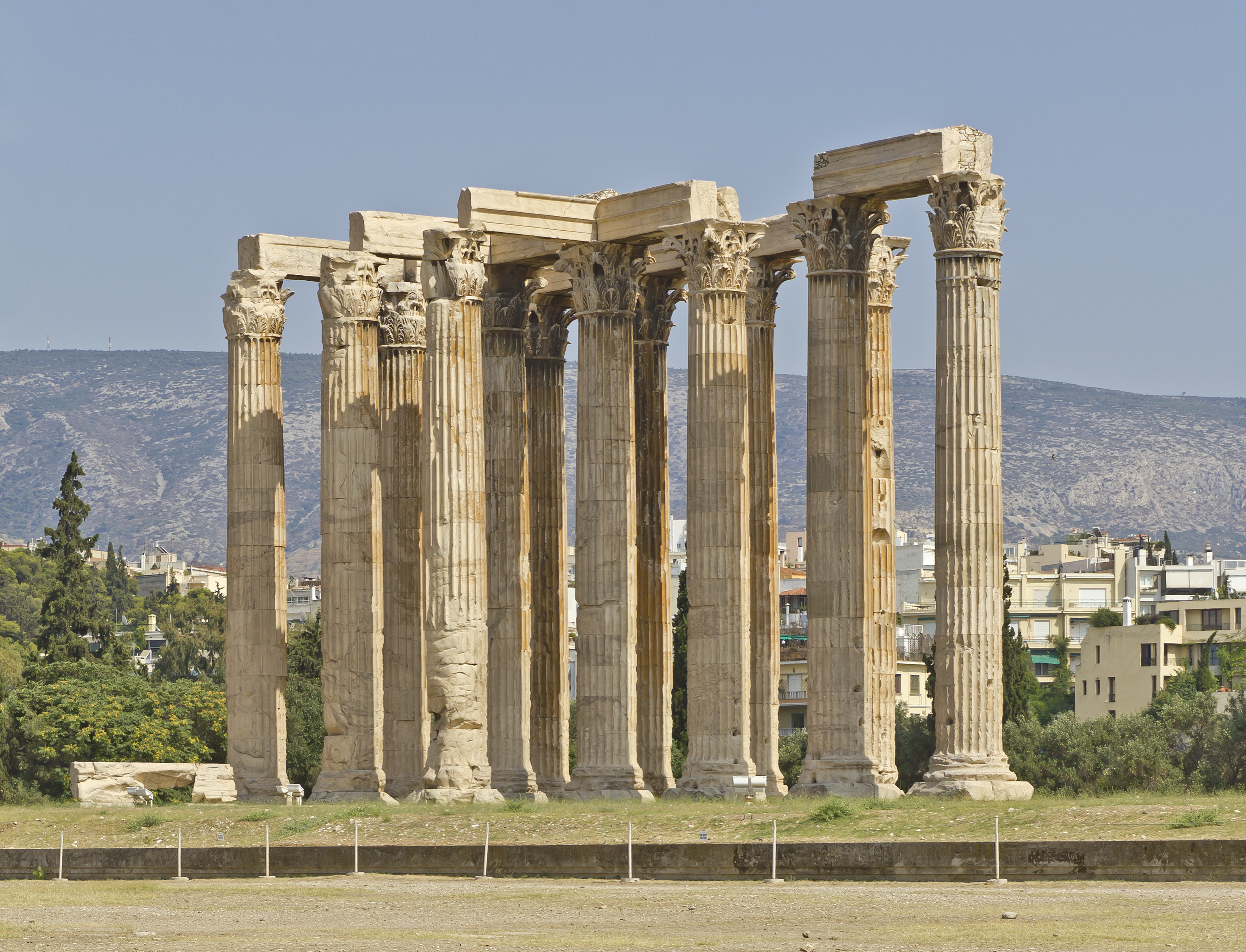
Храм Зевса Олімпійського, сучасні Афіни

- Внутрішній Керамікос, або «Квартал гончарів», в західній частині міста, розширення на північ від Дипілонської брами, яка й розділяла внутрішній Керамікос від зовнішнього в якій вона була відокремлена від зовнішнього (зовнішній Керамікос, поза міським муром, слугував міським цвинтарем). У Керамікосі була своя агора.
- Дем Мілет у західній частині міста та на південь від Внутрішнього Керамікосу.
- Дем Гіппій Колонос — вважався найбільш аристократичним серед усіх демів полісу Стародавніх Афін.
- Дем Скамбоніде у північній частині міста та на схід від Внутрішнього Керамікосу.
- Коллітос — південний район міста, лежав на південь від Акрополя.
- Коеле — район на південному заході міста.
- Лімні — район на схід від дему Мілет та району Коллітос, займав територію між Акрополем та річкою Іліссос.
- Діомея — район в східній частині міста, поруч із Діомейською брамою та Кіносаргом.
- Агре — район на південь від Діомеї.

### Передмістя
- Зовнішній Керамікос розташовувався на північний захід від міста, вважався найкращим передмістям Афін. Тут ховали афінян, полеглих у війні, а в дальньому кінці району існувала Академія на відстані 6 стадій від міста.
- Кіносарг розташовувався на схід від міста, навпроти річки Іліссос, межував із Діомейською брамою та гімназією, присвяченою Гераклу, в якій навчав кінік Антисфен.
- Лікей — на схід від міста. У цьому районі існувала гімназія, присвячена Аполлону Лікейському, відома тим, що в ній навчав своїх учнів Аристотель.

### Вулиці

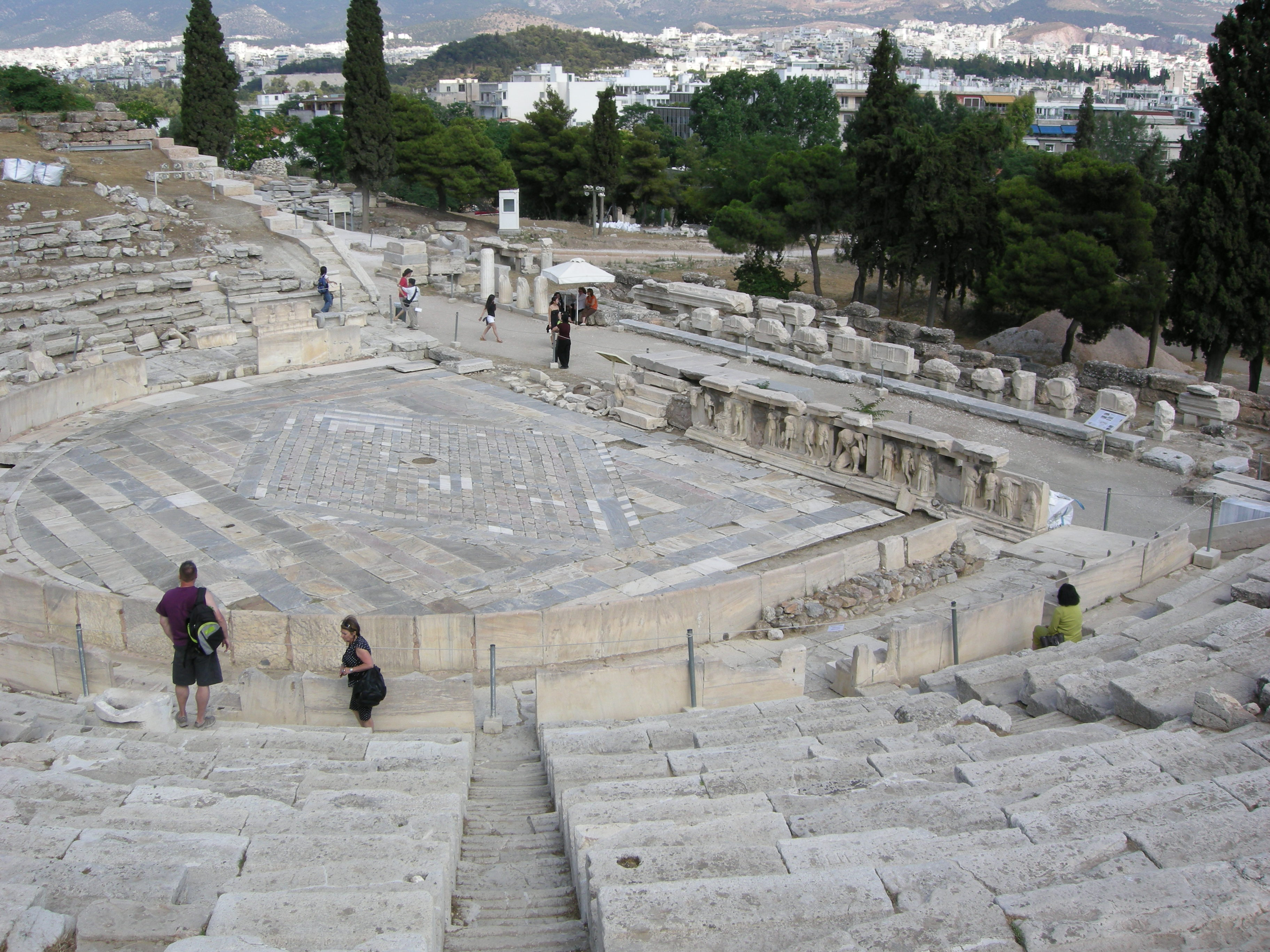
Театр Діоніса, Афінський акрополь

Серед найважливіших вулиць Афін були:
- Пірейський шлях (нині Одос Піреос), який вів від Пірейської брами до Афінської агори.
- Панафінейский шлях вів від Дипілонської брами через агору до Афінського акрополя. Панафінейським шляхом відбувалась урочиста хода під час Панафінейських свят.
- Вулиця Триподон (укр. вулиця Триног, нині Триподон Одос) на схід від Акрополя.

### Громадські будівлі
- Храми. З них найважливіше значення мав Олімпейон, або Храм Зевса Олімпійського, розташований на південний схід від Акрополя, поблизу річки Іліссос та фонтану Каллірое, який, щоправда, був завершений тільки римським імператором Адріаном. Серед інших храмів Афін: Храм Гефеста — розташований на захід від агори; Храм Ареса — на північ від агори; Метрооон, або храм Матері богів — на західній стороні агори. Крім цих основних існувала безліч менших храмів в усіх районах міста.
- Булефтеріон був зведений у західній частині агори.
- Толос — округла будівля поблизу Булефтеріона, побудована 470 до н. е. Кімоном, який був обраний до Ради п'ятисот. У толосі члени ради харчувалися, а також здійснювали приношення жертв.

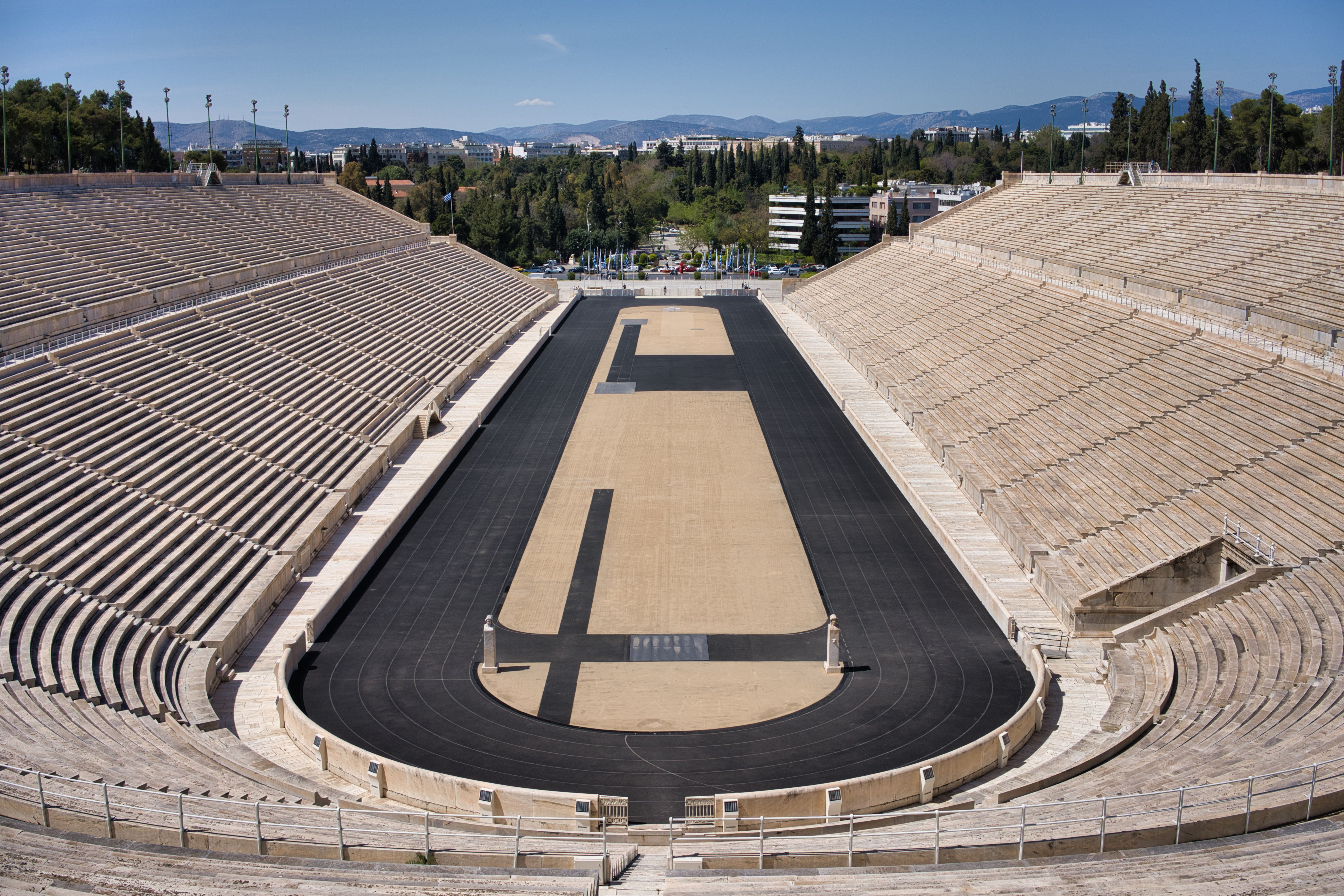
Стадіон Панатінаїкос, сучасний вигляд

- Стоа — відкриті колонади, використовувалися афінянами як місце відпочинку в розпал дня, їх було кілька в Афінах. Тільки в межах Афінської агори відомі Стоа Басилевса, стоа Архонтів, стоа Зевса, Стоа Пікіле — прикрашена фресковим живописом Полігнотом на честь Марафонської битви та збережена донині Стоа Атталуса.
- Театри. Найпершим театром в Афінах був театр Діоніса на південно-східному схилі Акрополя, довгий час він залишався найбільшим театром афінської держави. Крім того, існував Одеон для участі в конкурсах з вокалу та виконання інструментальної музики, театр поблизу фонтану Каллірое; театр, побудований за Перикла поруч із театром Діонісія на південно-східному схилі Акрополя. Відомий нині Одеон Ірода Аттика побудований вже у римську добу.
- Стадіон Панатінаїкос облаштований на березі річки Іліссос в районі Агре, тут проводились спортивні події під час Панафінейських свят. На стадіоні Панатінаїкос відбулись Перші Олімпійські ігри сучасності в 1896 році.

## Устрій
Система царювання ослабла в Афінах десь під час вторгнення дорійців (1100 рік до н. е.). Система, яка панувала в Афінах протягом наступних століть з обраними епонімними правителями, була аристократією, яка зазнала краху після запровадження тиранії Пісістратом у 560 року до н. е. Після падіння тиранії у 510 році до н. е. Клісфен провів дуже важливі реформи, перетворивши афінську систему на демократію.
Влада перейшла до демосу, і всі афінські громадяни, незалежно від класу та доходу, мали право брати участь у державних справах та прийнятті рішень. Клісфен також запровадив інститут остракізму. Афінська демократія ще більше зміцнилася в наступні роки, головним чином завдяки реформам Перікла. Останній провів ще більш радикальні закони, ще більше зміцнивши інститут демократії. Раби та жінки були виключені з афінської демократії на всіх її фазах.

## Суспільство
Демакратизація Афін сприяла дотримання рівності між громадянами, але лише політична. Фактично протягом історії влада у Стародавніх афінах належала старовинним аристократичним родинам. З часом багаті ремісники та торгівці також долучилися до управління, особливо під час і після Пелопоннеської війни.
Критерієм аристократичності була приналежності до літургійного класу, який представляв незначну частину афінського суспільства; до нього включалися лише пентакосіомедімни. З V ст. до н.е. будинки багатіїв зазнали деяких покращень; раніше ці будинки були схожі на будинки решти населення. Також з'явився смак до розкоші. Що стосується їжі, багатії споживали розкішні страви: вино з Хіосу, вугрів з Беотії або мигдаль з Лесбосу. Через перські війни потяг до східної культури більше не був доречним. Багаті також мали можливість насолоджуватися певними видами дозвілля, на відміну від бідних. Таким чином, останні займалися спортом у гімназії та палестрі. Так само дітей навчали педотриби, щоб розвинути в них агностичний дух. Іншим видом дозвілля, яким насолоджувалися багатії, були бенкети, які були справжнім інститутом, що дотримувався кодексів. Бідні були з нього виключені.
Для давніх греків бідними були ті, хто мусив працювати, щоб прогодувати себе. Жебраки були виключені з соціального порядку, оскільки вони могли лише брати, не маючи нічого дати натомість. Бідні страждали від соціального сорому, що призводило до їхньої ізоляції. Бідність могла змусити деяких жінок працювати поза ойкосом. Це були здебільшого мететики або рабині, хоча деякі дружини громадян також повинні були працювати, щоб підтримувати ойкос. Жіноча робота не схвалювалася, оскільки, в ідеалі, жінки повинні були керувати лише ойкосом. Житло бідних досить різноманітне; деякі могли орендувати невеликі квартири або будинки, інші ж мешкали у нетрях або навіть більш ненадійних помешканнях.

## Економіка
У класичний період місто Афіни вирощували зернові, виноград та оливки, інжир та горіхи, овочі (цибулю, мангольд, цикорій, гірчицю, часник, капусту, ріпу та горох), сочевицю та коріандр. Згадувалися також квіти, які використовувалися на бенкетах та весіллях. Їх продавали на ринках. Крім того, продавалися також польові квіти, такі як кульбаби та орегано. Мед та віск були єдиними джерелами цукру. Афіни були важливим центром бджолярства.
Було розвинене тваринництво. Вівців вирощували на відкритій землі, кіз — на горбистій місцевості. Тваринництво слугувало як для отримання їжі та сировини, так і для сприяння сільському господарству, зокрема природні добрива. Афінам бракувало деревини, тому вони були змушені імпортувати її з Кіклад. Широкого було розвинено рибальство, чому сприяло геогафічне становище. 
Значного розвитку досягло ремісництво. Розрізняють ремесла бідних, професійні ремесла та ремесла великих землевласників. Існувало обробка металу, шкір, деревообробка, виготовлення зброї, музичних інструкментів та суден Особливо розвитку набуло гончарство, існував цілий квартал Керамік. Афінські вази були популярні по всій Елладі та за її межами. Візерункові багатобарвні килими і дорогі тканини для одягу виготовлялися в майстернях.

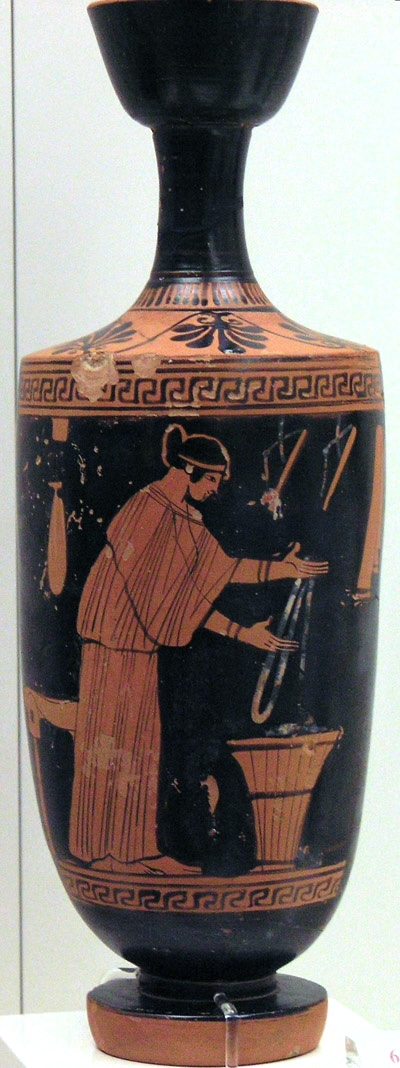
Афінська чорнофігурна ваза

Розвинене ремісниче виробництво, великі виноградники та оливкові гаї потребували багато дешевої праці. Внаслідок збільшення попиту утворюються великі майстерні (ергастерій), господарі яких на відміну від архаїчного періоду самоусуваються від участі у виробничому процесі. Господар передавав керівництво майстерні рабу-керуючому, або здавав свій ергастерій в оренду. Кількість рабів в 1 господаря зазвичай становила 2—20 осіб, у деяких власників їх налічувалося до тисячі. Раби відігравали важливу роль у сільському господарстві. Щоранку рабів відправляли на своєрідний ринок найму для здачі в оренду громадянам або метекам. Таким чином, кілька тисяч рабів працювали на шахтах Лавріона, здаючи їх в оренду концесіонерам міста. Серед них були діти. Раби також були присутні в комерційній сфері та відігравали важливу роль у проституції. Тому Афіни у великій кількості купували рабів з інших держав, насамперед з Малої Азії, Північного Причорномор'я. В Афінах рабів купували щоранку на Агорі та Анакейоні. 

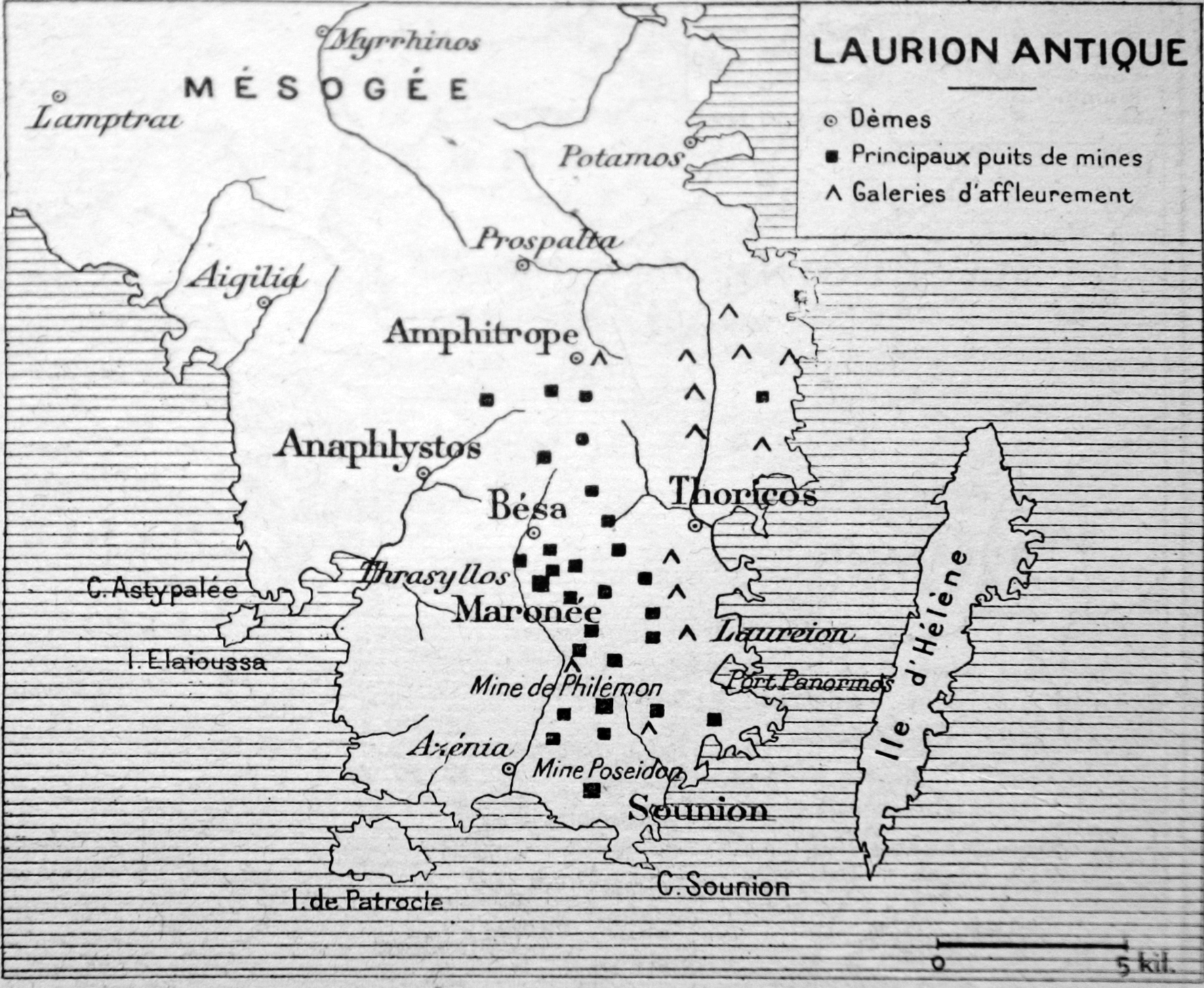
Мапа Лавріонських срібних копалень

Афіни володіли срібними копальнями в Лавріоні, що забезпечувало важливе джерело доходу. 

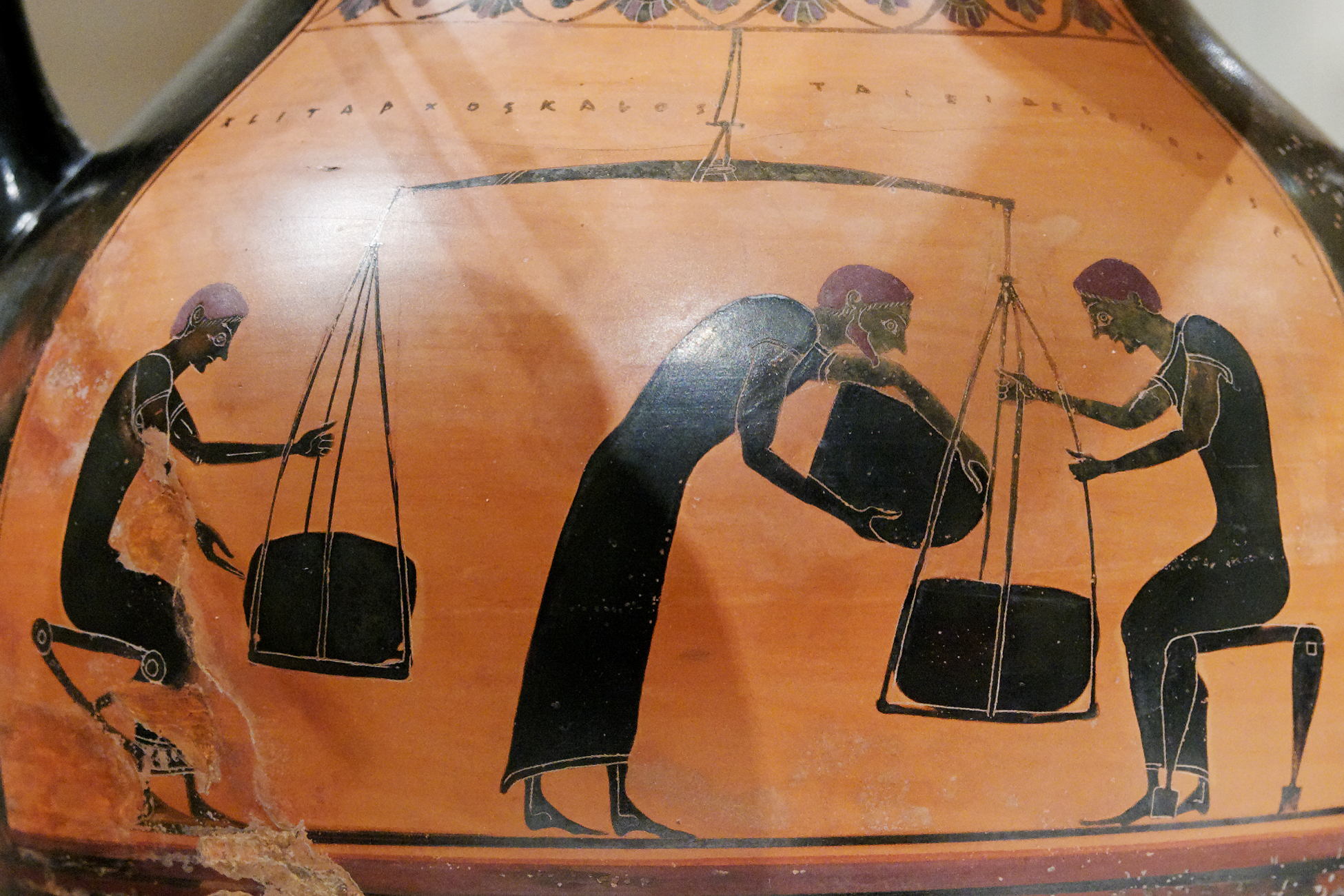
Торгівці зважують крам

Були важливим центром міжнародної торгівлі. Експортувалися оливки, оливкова олія, срібло, керамічні вироби. Завозилося зерно, раби, метали, деревина. Основними учасниками були торговці, відомі як емпорої. Держава стягувала мито з їхнього вантажу. У Піреї (головному порту Афін) цей податок спочатку було встановлено у вигляді 1 % чи вище. До кінця V ст. до н.е. податок було підвищено до 33 талантів. 413 року до н. е. Афіни припинили збір данини з Делоського союзу і наклали 5% мито на всі порти своєї імперії в надії збільшення доходів. Більшість торговців, відчуваючи недолік у готівкових активах, вдавалися до позик для фінансування всіх або частини своїх експедицій. Типова позика для великого підприємства IV стт. до н.е зазвичай являв собою велику суму грошей (зазвичай менше 2000 драхм), позичили на короткий термін (тривалість подорожі становила кілька тижнів або місяців) за високою процентною ставкою (часто 12%, але досягає рівня 100%). Умови договору завжди складалися в письмовій формі, на відміну від позичок між друзями (ераної). Кредитор брав він всі ризики поїздки, в обмін на яку позичальник передавав свій вантаж і весь свій флот, які конфісковувалися після прибуття до Пірею.
Великі статки також підлягали літургії, яка була підтримана громадськими роботами. Літургія могла включати, наприклад, підтримку триреми, хору. Податки на бізнес дозволили скасувати непрямі податки. Особливі податки (метойкіон) сплачували негромадяни. Після поразки у Пелопоннеській війні в Афінах у IV ст. до н. е. стали впроваджувати ейсфори, що були податком на багатство дуже багатих, але стягувалася вона лише у разі потреби — зазвичай під час війни.  
Напевне скарбниці від різних зборів було суттєвим. Щорічний бюджет Афінської політії з кінця V ст до середини IV ст. до н.е. коливався від 1 тис. до 2 тис. талантів.

### Монета

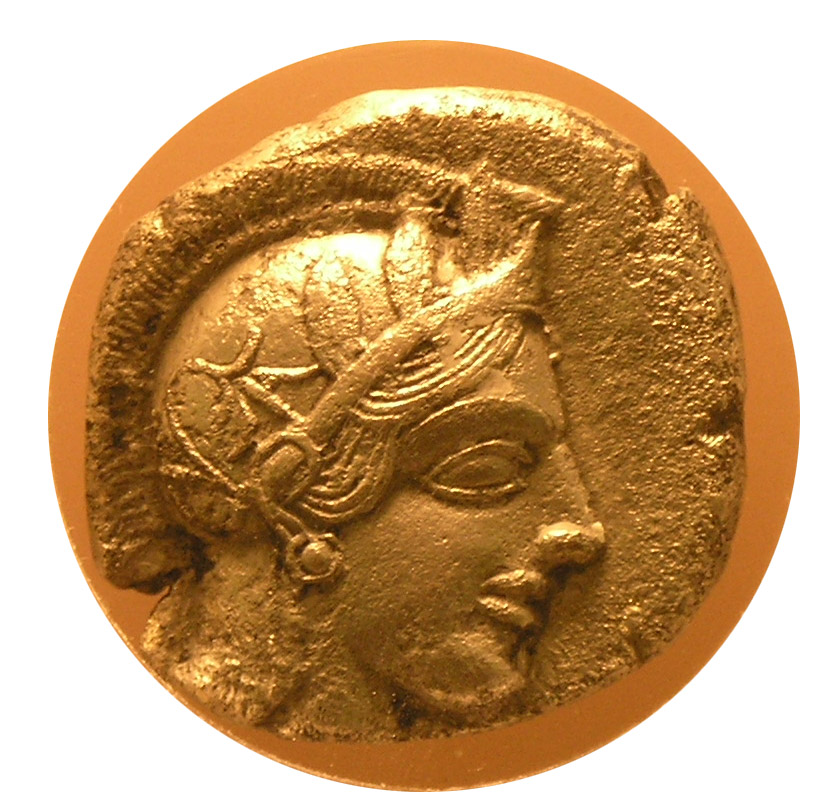
Афінська тетрадрахма

Афіни карбували свою монету – срібну тетрадрахму, яка стала широко використовуватись у торгівлі. Карбування почалося близько 550 року до н.е. У V ст. до н. е. економічне і політичне домінування Афін призвело до перетворення афінських срібних монет в найнадійнішу валюту, що сприяло її широкому поширенню.

## Культура
У класичний період Афіни досягли високого рівня розвитку філософія, історіографія, риторика, скульптура, архітектура тощо. Деякі з найвидатніших діячів політики, літератури та мистецтва античності походили з Афін, такі як політики Перікл, Мільтіад, Арістід, Фемістокл і Кімон, драматичні поети Есхіл, Софокл, Евріпід і Арістофан, філософи Сократ і Платон, історики Фукідід і Ксенофонт, оратори Лісій, Ісократ і Демосфен, скульптор Фідій, архітектори Іктін, Каллікрат і Мнесікл тощо. Також філософи Арістотель, Анаксагор, Епікур і Зенон прожили більшу частину свого життя в Афінах. В Афінах також діяли великі філософські школи античності, такі як Академія Платона та Лікей Арістотеля, а пізніше школа філософів-епікурейців і стоїків.